# República de Connacht
La República Irlandesa (en inglés: Irish Republic), más conocida como la República de Connacht (en inglés: Republic of Connacht), fue un Estado de corta duración proclamado durante la rebelión irlandesa de 1798 que resultó de las guerras revolucionarias francesas. Una república hermana de la República Francesa, teóricamente cubría toda la isla de Irlanda, pero su control funcional se limitaba solo a partes muy pequeñas de la provincia de Connacht. Las fuerzas británicas opositoras se desplegaron en la mayor parte del país, incluidas las principales ciudades como Dublín, Belfast y Cork.

## Historia
La república fue proclamada después de la victoria de francoirlandesa en la Batalla de Castlebar (27 de agosto de 1798) bajo dirección de general francés Jean Joseph Amable Humbert, que nombró presidente al irlandés John Moore. Sus fronteras cambiaron rápidamente antes de la derrota final, correspondiendo aproximadamente con el territorio de la actual provincia irlandesa de Connacht. Por su parte, la capital se situó en Castlebar.
Aunque la victoria sobre los ingleses fue espectacular, el ejército francoirlandés perdió a cerca de 150 hombres, la gran mayoría durante los bombardeos iniciales. Los británicos sufrieron sobre 350 bajas, de las cuales 80 corresponden a fallecidos y el resto a heridos o capturados, incluyendo quizás 150 desertores que se pasaron al bando rebelde. Después de la victoria, miles de voluntarios se unieron al ejército francés, que pidió refuerzos a Francia.
Sin embargo, tras la derrota final en la batalla de Ballinamuck frente a las tropas británicas del Marqués de Cornwallis la República dejó de existir y el territorio fue reintegrado en el Reino de Irlanda. Este, acabaría incorporándose al Reino Unido de Gran Bretaña e Irlanda a través del Acta de Unión de 1801.